# Куломзин, Анатолий Николаевич
Анато́лий Никола́евич Куломзи́н (3 [15] января 1838, Костромская губерния — 25 августа 1923, Марсель) — российский государственный деятель. Статс-секретарь (1883), председатель Государственного совета (1915); действительный тайный советник (1892).

## Биография
Происходил из семьи костромских дворян Куломзиных. Родился 3 (15) января 1838 года в селе Корнилово Кинешемского уезда Костромской губернии.
В 1858 году окончил юридический факультет Московского университета со степенью кандидата прав. Продолжил образование за границей (в Гейдельбергском, Берлинском, Лейпцигском и Оксфордском университетах). Изучал финансовую систему и банковское дело во Франции, Бельгии, Англии, Шотландии и Германии; слушал лекции в Лондонском университете.
С 17 мая 1861 года начал службу мировым посредником по Кинешемскому уезду Костромской губернии; организовал работу в волостных правлениях по уменьшению пожаров в деревнях, по ремонту и укреплению дорог, создал первые школы для детей крестьян, для которых сам доставал книги.
В 1864 году перешёл на службу в Государственную канцелярию; был также секретарём председателя Департамента государственной экономии Государственного совета. В 1868—1880 годах — начальник отделения канцелярии, а с 1875 года помощник управляющего делами Комитета министров. Действительный статский советник с 1873 года.
В 1880-х годах в своём имении, в Костромской губернии, организовал разработку залежей фосфоритов на научной основе.
В 1880—1883 годах был товарищем министра государственных имуществ. Действительный тайный советник (10.01.1892), статс-секретарь (1883). В 1883—1902 занимал пост управляющего делами Комитета министров; одновременно с 1893 года был управляющим делами Комитета Сибирской железной дороги. Фактически он руководил организацией переселенчества из Европейской части России в прилегающие к дороге районы; оазал значительное влияние на хозяйственное и культурное освоение Сибири. По инициативе Куломзина при Комитете министров был учреждён фонд для содействия церковному строительству на переселенческих участках (1894), в дальнейшем он также способствовал массовому строительству православных храмов и школ в районах переселения. В 1897 году председательствовал в комиссии из представителей различных ведомств по исследованию и решению земельного вопроса в Забайкалье (Комиссия Куломзина). По его инициативе в 1897—1902 годах было проведено гидрографическое исследование озера Байкал. После его поездок в Сибирь (1896, 1897) стали интенсивно заселяться таёжные районы Тарского округа. В честь него одна из железнодорожных станций близ Омска носила имя Куломзина (ныне станция Карбышево). Был сторонником постепенной русификации инородцев Сибири путём создания для них государственных начальных школ с учителями из коренных народов и приоритетным изучением русской истории и традиций.
С 23 декабря 1902 года — член Государственного совета; с 15 июля 1915 по 1 января 1917 года — председатель Государственного совета; в августе 1915 года был избран председателем Наблюдательной комиссии Особого совещания для обсуждения и объединения мероприятий по обороне государства.
С 1914 года — председатель Романовского комитета для призрения сирот сельского состояния.
Занимался научной деятельностью, автор ряда научных трудов, в том числе по истории финансов в России. Член Русского географического общества, председатель первого съезда представителей губернских ученых архивных комиссий, помощник председателя Русского исторического общества, автор воспоминаний «Пережитое», в которых даны яркие картины положения переселенцев в Сибири.
В 1919 году эмигрировал, с 1920 года жил во Франции. Умер 25 августа 1923 года в Марселе

### Общественная и научная деятельность
После окончания учёбы занялся исследованиями финансовых учреждений Англии и Франции, написал несколько статей по этой теме. Научную карьеру пришлось прервать после того как он занял должность мирового посредника в родном Кинешемском уезде. Однако от научной деятельности не отходил и в дальнейшем. С 1871 года состоял в Русском историческом обществе, а в 1906 году стал помощником его председателя. Был почётным членом Русского географического общества, Археологического института в Петербурге, а также Минералогического и Астрономического обществ. Внёс вклад в развитие Императорской и Харбинской публичных библиотек.
Занимался проблемами переселения и крестьянским вопросом. В частности руководил составлением статистических сводов по сельскому населению Европейской России в канцелярии Комитета министров в результате длительной работы был создан «Свод статистических материалов, касающихся экономического положения сельского населения Европейской России» (СПб., 1894). Данная работа демонстрировала избыточную численность населения, занятого в сельском хозяйстве. Под его руководством было также издано 16 выпусков статистических материалов о землепользовании в Забайкальской области.
В 1910 году в соавторстве с В. Г. Рейтерном-Нолькеном написал и издал биографию государственного деятеля М. Х. Рейтерна.
В 1911 году издал брошюру «Пора бы это оставить», в которой поднимал проблему пьянства и борьбы с ней.
Под его редакцией было опубликовано множество документов по истории финансов в годы правления Екатерины II, Павла I и Александра I. Так же Анатолий Николаевич активно публиковался в журналах «Вестник Европы», «Русское слово», «Юридический вестник», «Экономист», «Сельский вестник».
Кроме всего этого А. Н. Куломзин активно занимался вопросами образования и просвещения. Активно поднимал проблему необходимости развития образования, в частности в Сибири. Не найдя поддержки ни в Министерстве народного просвещения, ни в Синоде, он организовал через Комитет Сибирской железной дороги обширную общественную деятельность по школьному строительству в Сибири. Был автором одного из проектов введения всеобщего обучения.

## Чины и звания
- Коллежский секретарь (27.06.1862)
- Титулярный советник (27.06.1864)
- Коллежский асессор (27.06.1866)
- Надворный советник (27.06.1867)
- Коллежский советник (01.01.1869)
- Статский советник (30.12.1870)
- Камергер (30.08.1872)
- Действительный статский советник (28.12.1873)
- В должности гофмейстера (01.01.1878)
- Гофмейстер (17.04.1879)
- Статс-секретарь (01.01.1883)
- Действительный тайный советник (10.01.1892)

## Награды
- Орден Святого апостола Андрея Первозванного при Высочайшем рескрипте (27.06.1912)
- Орден Святого Владимира:
  - I степени (01.01.1904)
  - II степени (01.01.1887)
  - III степени (01.01.1875)
- Орден Святого Александра Невского (03.01.1895)
  - Бриллиантовые знаки к ордену Святого Александра Невского при Высочайшем рескрипте (01.01.1898)
- Орден Белого орла (29.12.1888)
- Орден Святой Анны I степени (28.03.1882)
- Орден Святого Станислава I степени (27.12.1876)
- Медаль «В память коронации Императора Александра III» (1883)
- Медаль «В память царствования императора Александра III» (1896)
- Медаль «В память коронации Императора Николая II» (1896)
- Медаль «За труды по первой всеобщей переписи населения» (1897)
- Медаль «В память 300-летия царствования дома Романовых» (1913)
- Знак отличия беспорочной службы за ХL лет (22.08.1905)
- Знак отличия беспорочной службы за L лет (22.08.1916)
- Романовский знак отличия «За труды по сельскому хозяйству» I степени (06.12.1915)
- Высочайшее благоволение (1872, 1879, 1882)
- Высочайшая благодарность (1883, 1902, 1905, 1911)

## Память
- В Тобольской губернии в честь него было названо несколько переселенческих посёлков;
- В Тюкалинском уезде Тобольской губернии (ныне Оконешниковский район Омской области) в его честь был назван населённый пункт — село Куломзино, где он останавливался по пути следования в Ново-Николаевск и по его личному распоряжению было построено новое здание местной школы.[9]
- В городе Ново-Омск Омского уезда Акмолинской области в его честь были названы посёлок для рабочих шпалопропиточного завода и железнодорожная станция (переименована после Великой Отечественной войны в «Карбышевскую» (в честь Д. М. Карбышева)).

## Сочинения

### Отчёты
- Всеподданнейший отчёт статс-секретаря Куломзина по поездке в Сибирь для ознакомления с положением переселенческого дела. — СПб.: Государственная типография, 1896.
- Приложения к всеподданнейшему отчёту статс-секретаря Куломзина по поездке в Сибирь для ознакомления с положением переселенческого дела. А. Н. Куломзин. — СПб.: Государственная типография, 1896.
- Потребности начального образования в Сибири. Всеподданнейший доклад статс-секретаря Куломзина по поездкам по Сибири 1896—1897 годах. — СПб.: Государственная типография, 1898.

### Книги и статьи
- Поземельная подать в Англии — СПб., 1861.
- Очерк налогов на спиртные напитки в некоторых государствах Европы // Русский вестник. — 1861. — Т. 32.
- Постройка железных дорог в России и на Западе // Русский вестник. — 1865. — № 11.
- Финансовое положение Англии и политика министра Гладстона // Русский вестник. — 1866. — Т. 63.
- Устройство городов Вены и Берлина // Записки для чтения. — 1868.
- Государственные доходы и расходы в России XVIII ст. I. Царствование Петра Великого. II. Царствование Елизаветы Петровны. III. Царствование Петра III // Вестник Европы. — 1869. — № 5.
- Государственные доходы и расходы в России в царствование Екатерины II // Русский вестник. — 1870. — № 11.
- Финансовые документы царствования императора Александра I. — СПб., 1885.
- Финансовые документы царствования императрицы Екатерины II // Сборник императорского русского географического общества, 1890.
- Свод статистических сведений о хозяйственном положении крестьян. — СПб., 1894.
- Средние учебные заведения и городские училища в Сибири. — СПб., 1899.
- М. Х. Рейтерн. Биографический очерк / А. Н. Куломзин, В. Г. Рейтерн-Нолькен . — СПб., 1910. — 195 с.
- Опытный подсчет современного состояния нашего народного образования. — СПб., 1912.
- Пережитое. Воспоминания. / А. Н. Куломзин; сост., вступ. ст., коммент. и примеч. К. А. Соловьева. — М.: Политическая энциклопедия, 2016. — 1038 с. — ISBN 978-5-8243-2059-6.

## Семья
С 11 июля 1865 года был женат на Екатерине Дмитриевне Замятниной (19.09.1842 — 1922), дочери министра юстиции Д. Н. Замятнина. Эта женитьба отчасти очень поспособствовала карьере Куломзина. Их дети:
- Екатерина (11.09.1866 — 8.10.1935, Париж) — с 18 мая 1886 года замужем за Н. И. Шидловским;
- Дмитрий (21.04.1868 — после 1911) — чиновник Министерства юстиции, титулярный советник (1911);
- Анатолий (1.07.1870 — 05.1941, Париж) — в звании камергера Высочайшего двора (1903), ковенский и саратовский губернатор (1912—1913), заведывающий канцелярией и секретарь императрицы Марии Фёдоровны (1913—1917), действительный статский советник (1911), жена — фрейлина графиня Татьяна Арсеньевна Голенищева-Кутузова;
- Яков (29.08.1874 — 1919, Киев) — в звании камер-юнкера, кинешемский уездный предводитель дворянства (с 1908), надворный советник (1907), с 1901 года был женат на фрейлине Ольге Фёдоровне Мейендорф (1878—1939);
- Лилия (29.11.1876 — 8.06.1880, Петербург); похоронена вместе с дедом на Никольском кладбище Александро-Невской Лавры[10].

Сын Якова Фёдор (1906—1972) канадский геофизик российского происхождения, член Общества инженеров Квебека, Канадского общества горных инженеров и металлургов, Американского института горных инженеров, металлургов и нефтяников, Канадского геологического общества, Общества геофизиков, член Русской академической группы в США.